# Сливиньский, Арсен
Арсен Сливиньский (родился 3 апреля 1996 года во Львове) — польский каноист, трёхкратный серебряный призёр чемпионата мира, двукратный бронзовый призёр чемпионата Европы, пятикратный чемпион Польши. Является сыном Михала Сливиньского, многократного призёра Олимпийских игр. Учится в Высшей школе спорта в Варшаве.

## Достижения
Результаты финалов Олимпийских и Европейских игр, а также чемпионатов мира и Европы.
| Год  | Соревнование     | Город                       | Гонка     | Время    | Место |
| ---- | ---------------- | --------------------------- | --------- | -------- | ----- |
| 2017 | Чемпионат мира   | Чехия Рачице                | C-2 200 м | 36,673   | 2     |
| 2018 | Чемпионат Европы | Сербия Белград              | C-2 200 м | 36,475   | 3     |
| 2018 | Чемпионат Европы | Сербия Белград              | C-4 500 m | 1:31,008 | 3     |
| 2018 | Чемпионат мира   | Португалия Монтемор-у-Велью | C-2 200 м | 37,816   | 2     |
| 2018 | Чемпионат мира   | Португалия Монтемор-у-Велью | C-2 500 m | 1:41,787 | 3     |
| 2019 | Чемпионат мира   | Венгрия Сегед               | C-2 200 м | 36,186   | 2     |
| 2019 | Чемпионат мира   | Венгрия Сегед               | C-2 500 m | 1:42,470 | 8.    |